# Tyler Field
Tyler Thomas Field (Sebastopol, California, el 20 de febrero de 1978) es un exbaloncestista estadounidense que se nacionalizó como argentino en 2007. Fue reconocido como el Mejor Sexto Hombre de la LNB de la temporada 2011-12.

## Trayectoria
Field jugó básquetbol universitario para los UC San Diego Tritons, entre 1997 y 1999, y para los San Diego Toreros, entre 1999 y 2001.
En 2001 fue contratado por el club Belgrano de San Nicolás de la Liga Nacional de Básquet de Argentina, país donde se establecería para jugar luego en Obras Sanitarias, Peñarol de Mar del Plata, Libertad de Sunchales, Regatas de Corrientes y Lanús.
En paralelo a su carrera en la Argentina, Tyler jugó en otros países usualmente como ficha extranjera de reemplazo. 
En 2014 sustituyó a  Djibril Kanté en Malvín, para jugar la final de la Liga Uruguaya de Básquetbol de ese año, consiguiendo finalmente el título.

### Clubes
| Club                     | País      | Año         |
| ------------------------ | --------- | ----------- |
| Belgrano de San Nicolás  | Argentina | 2001 - 2003 |
| Universidad Católica     | Chile     | 2003        |
| Belgrano de San Nicolás  | Argentina | 2003 - 2004 |
| Universidad Católica     | Chile     | 2004        |
| Metodista São Bernardo   | Brasil    | 2004        |
| Peñarol de Mar del Plata | Argentina | 2004 - 2006 |
| Obras Sanitarias         | Argentina | 2006 - 2008 |
| Trotamundos de Carabobo  | Venezuela | 2008        |
| Obras Sanitarias         | Argentina | 2008 - 2009 |
| Libertad de Sunchales    | Argentina | 2009 - 2010 |
| Regatas Corrientes       | Argentina | 2010 - 2011 |
| Obras Sanitarias         | Argentina | 2011 - 2014 |
| Malvín                   | Uruguay   | 2014        |
| Lanús                    | Argentina | 2014 - 2015 |

## Palmarés

### Campeonatos nacionales
- Club Malvín.
  - Liga Uruguaya de Básquetbol: 2013-14.

### Campeonatos internacionales
- Obras Sanitarias.
  - Liga Sudamericana de Clubes: 2011.
- Club de Regatas Corrientes.
  - Liga de las Américas: 2010-11.

### Menciones
- Mejor Sexto Hombre de la LNB: 2011-12.
- Juego de las Estrellas de la LNB: 2007.